# Усманія
Усманія — медресе, що діяло наприкінці XIX — на початку XX сторіччя в Уфі.
Створене в 1887 році зусиллями Гайрулли Усманова. Спочатку було суто духовним навчальним закладом, проте пізніше почало готувати також вчителів початкових класів. З 90-х років XIX сторіччя в медресе був запроваджений так званий новий метод навчання.
У 1918 році Усманія була перетворена на татарську національну гімназію.
Тепер в будинку медресе знаходиться середня школа.
1. ↑  https://ru-monuments.toolforge.org/wikivoyage.php?id=0300108000